# Tony Cook (Leichtathlet)
Tony Cook (eigentlich Anthony Cook; * 18. September 1936) ist ein ehemaliger australischer Langstreckenläufer.

## Karriere
1962 wurde er bei den British Empire and Commonwealth Games in Perth Zwölfter über drei Meilen. Über sechs Meilen erreichte er nicht das Ziel.
Bei den Olympischen Spielen 1964 kam er über 10.000 m auf den achten Platz. Über 5000 m schied er im Vorlauf aus, und im Marathon belegte er den 52. Platz.
1966 gelangte er bei den British Empire and Commonwealth Games in Kingston weder über sechs Meilen noch im Marathon ins Ziel.
1963 sowie 1964 wurde er Australischer Meister über sechs Meilen, 1966 im Marathon. 

## Persönliche Bestzeiten
- 5000 m: 13:49,6 min, 11. Juni 1966, San Diego CA/USA 	11 Jun 1966
- 10.000 m: 29:15,8 min, 14. Oktober 1964, Tokio
- Marathon: 2:20:45 h, 21. Mai 1966, Ballarat